# César A. Récluz
César A. Récluz, né le 17 mars 1799 et mort le 11 juillet 1873, est un pharmacien français étant devenu l'un des grands experts de malacologie de son époque. Il est erronément nommé Constant Récluz par Hippolyte Crosse, un nom repris par des auteurs ultérieurs, mais cette erreur est corrigée dans une biographie parue en 2019.

## Biographie
César Récluz nait à Agde le 17 mars 1799 (27 ventôse de l'an VII). Il a au moins deux frères, l'aîné Jean-Antoine qui lui donne le goût de la conchyliologie durant son enfance sur les plages d'Agde, et François-Paul qui se trouve également être collectionneur de coquilles. Il étudie la pharmacie au dispensaire de Lyon à la fin des années 1810, puis est installé à Paris à partir des années 1820. Il développe une collection malacologique d'importance en amassant des spécimens rapportés du monde entier par des voyageurs, des marins ou des militaires. Il contribue à l'étude de la systématique de ces mollusques et établit un grand nombre de nouveaux genres et espèces. Il cède la plus grande partie de sa collection au français Benjamin Delessert, dont les spécimens sont aujourd'hui hébergés au Muséum d'histoire naturelle de Genève, mais une autre partie de sa collection est récupérée par le belge Philippe Dautzenberg et aujourd'hui à l'Institut royal des sciences naturelles de Belgique.
Une nécrologie fort sommaire est publiée en 1874 dans le Journal de Conchyliologie par Hippolyte Crosse et Paul Henri Fischer, mais une autre détaillée voit le jour en 2019 sous la plume de Guy Devaux.

## Taxons dédiés
Plusieurs taxons ont été dédiés à César Récluz, dont :
- Recluzia Petit de la Saussaye, 1853
- Neverita reclusianus (Deshayes, 1839)
- Conus recluzianus Bernardi, 1853
- Paramya recluzi (A. Adams, 1864)